# جاك وونغ سو
جاك وونغ سو (بالإنجليزية: Jack Wong Sue)‏ هو عسكري أسترالي، ولد في 12 سبتمبر 1925 في برث في أستراليا، وتوفي بنفس المكان في 16 نوفمبر 2009.